# Ляскі (Кемпінський повіт)
Ляскі (пол. Laski) — село в Польщі, у гміні Тшциниця Кемпінського повіту Великопольського воєводства.
Населення — 1665 осіб (2011).
У 1975-1998 роках село належало до Каліського воєводства.

## Демографія
Демографічна структура станом на 31 березня 2011 року:
|          | Загалом | Допрацездатний вік | Працездатний вік | Постпрацездатний вік |
| -------- | ------- | ------------------ | ---------------- | -------------------- |
| Чоловіки | 817     | 183                | 560              | 74                   |
| Жінки    | 848     | 161                | 496              | 191                  |
| Разом    | 1665    | 344                | 1056             | 265                  |